# Sofrōnīs Augoustī
Sofrōnīs Augoustī (in greco: Σοφρώνης Αυγουστή; Limisso, 9 marzo 1977) è un allenatore di calcio ed ex calciatore cipriota, di ruolo portiere, tecnico dell'Apollōn Limassol.

## Palmarès

### Giocatore
- Campionato cipriota: 1

Apollōn Limassol: 2005-2006
- Coppa di Cipro: 1

Apollōn Limassol: 2000-2001

### Allenatore
- Coppa di Cipro: 2

Apollōn Limassol: 2016-2017
Omonia: 2022-2023
- Supercoppa di Cipro: 1

Apollōn Limassol: 2016, 2017